# معاودین و مهاجرین
معاودین و مهاجرین یک روستا در ایران است که در دهستان سیلاخور شرقی واقع شده‌است. معاودین و مهاجرین ۸۸۳ نفر جمعیت دارد.